# Ofè
Ofè est l'un des huit arrondissements de la commune de Savè dans le département des Collines au centre du Bénin.

## Géographie
L'arrondissement de Ofè est situé au centre du Bénin et compte 5 villages. Il s'agit de : 
- Atchakpa I
- Atchakpa Ii
- Ayedjoko
- Dani
- Gobe.

## Démographie
Selon le recensement de la population de 2013 conduit par l'Institut national de la statistique et de l'analyse économique (INSAE), Ofè compte 15381 habitants.